# Sauat Myngbajew
Sauat Muchametbajuly Myngbajew (kasachisch Сауат Мұхаметбайұлы Мыңбаев, russisch Сауат Мухаметбаевич Мынбаев/Sauat Muchametbajewitsch Mynbajew; * 19. November 1962 in Uscharal, Oblast Taldy-Kurgan, Kasachische SSR) ist ein kasachischer Politiker. Von März 2010 bis Juli 2013 war er kasachischer Minister für Öl und Gas und von 2018 bis 2021 Vorstandsvorsitzender von Kasachstan Temir Scholy.

## Biografie
Myngbajew wurde 1962 im Dorf Uscharal im heutigen Audan Panfilow im Gebiet Schetissu geboren. Er absolvierte 1985 die Moskauer Lomonossow-Universität mit den Schwerpunkten Wirtschaft und Kybernetik. Bis November 1989 nahm er ein Postgraduales Studium ebenfalls an der Lomonossow-Universität auf und war anschließend unter anderem als Lehrer am Almaty Institute of National Economy tätig. 
In den Jahren 1991 und 1992 arbeitete er als Präsident der republikanischen Baubörse "Kasachstan" in Almaty.
Von 1992 bis 1995 war er erster stellvertretender Vorsitzender der kasachischen Großbank Kazkommertsbank, bevor er von Januar 1995 bis Februar 1998 stellvertretender Finanzminister Kasachstans war. Danach bekleidete er für rund elf Monate das Amt des kasachischen Finanzministers. Im Jahr 1999 wurde Myngbajew stellvertretender Verwaltungsbeamter der Verwaltung des kasachischen Präsidenten Nursultan Nasarbajew. Im selben Jahr wurde er vom Präsidenten als Landwirtschaftsminister eingesetzt.
Im Mai 2001 wurde Sauat Myngbajew als Minister abberufen und er übernahm die Leitung der kasachischen Entwicklungsbank in Astana. Nach zwei Jahren an der Spitze der Entwicklungsbank übernahm er die Leitung der Caspian Industrial & Financial Group Ltd. in Almaty.
Nachdem Myngbajew mehrere Jahre lang in Unternehmen in leitenden Positionen tätig gewesen war, wurde er Mitte 2003 stellvertretender Premierminister Kasachstans und 2004 auch Minister für Industrie und Handel. Von Januar 2006 bis August 2007 führte er als Vorsitzender die Kazakhstan Holding for Governmental Assets Management Samruk. Im August 2007 wurde er durch Dekret des Präsidenten zum Minister für Energie und Bodenschätze Kasachstans. Nach Auflösung dieses Ministeriums im Zuge einer Umstrukturierung der Regierung im März 2010 besetzte er den neu geschaffenen Posten des Ministers für Öl und Gas der Republik Kasachstan.
Seit dem 3. Juli 2013 war Myngbajew Vorstandsvorsitzender des staatlichen Eröl- und Erdgasunternehmens KazMunayGas. Nach über fünf Jahren an der Spitze des Unternehmens wurde er im November 2018 von Alik Aidarbajew abgelöst und am 20. November zum Vorstandsvorsitzenden von Kasachstan Temir Scholy. Diese Führungsposition hatte er bis zum 8. April 2021 inne.
Im November 2017 wird er in den Veröffentlichungen der Paradise Papers aufgelistet.

## Aktivitäten
Im Jahr 2009 erörterten Myngbajew und chinesische Beamte den aktuellen Stand und die Aussichten der Zusammenarbeit im Rahmen des Gemeinschaftsunternehmens CNPC-AktobeMunaiGaz zur Erschließung der Ölfelder Kenkiyak und Zhanazhol; außerdem sprachen sie über die Fertigstellung des zweiten Abschnitts der Ölpipeline Kasachstan-China sowie über neue bilaterale Projekte.